# Église Saint-Arnould d'Arry
L'église Saint-Arnould est une église catholique située à Arry, en France.

## Localisation
L'église est située dans le département français de la Moselle, sur la commune d'Arry.

## Historique
Église fortifiée romane du XIIIe siècle, dont le chœur gothique présente de magnifiques fresques. Seul édifice ancien sauvegardé, initialement construite en maison forte avec donjon, recouverte d'une toiture au XVIIe siècle ; deux nefs sous lambris (reconstituées en 1976) ; restauration 1974/80.
L'édifice est classé au titre des monuments historiques en 1889.

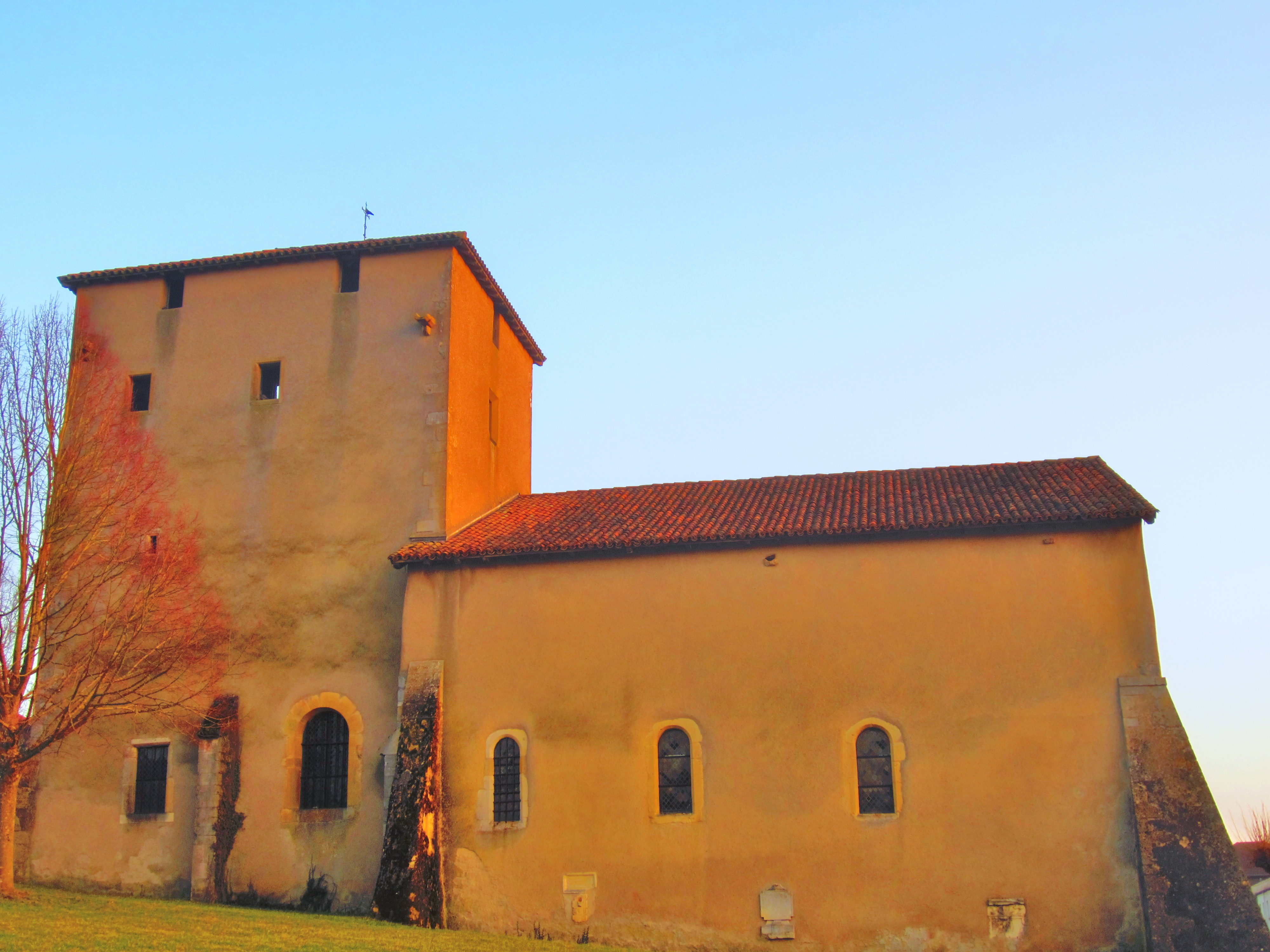
L'église.
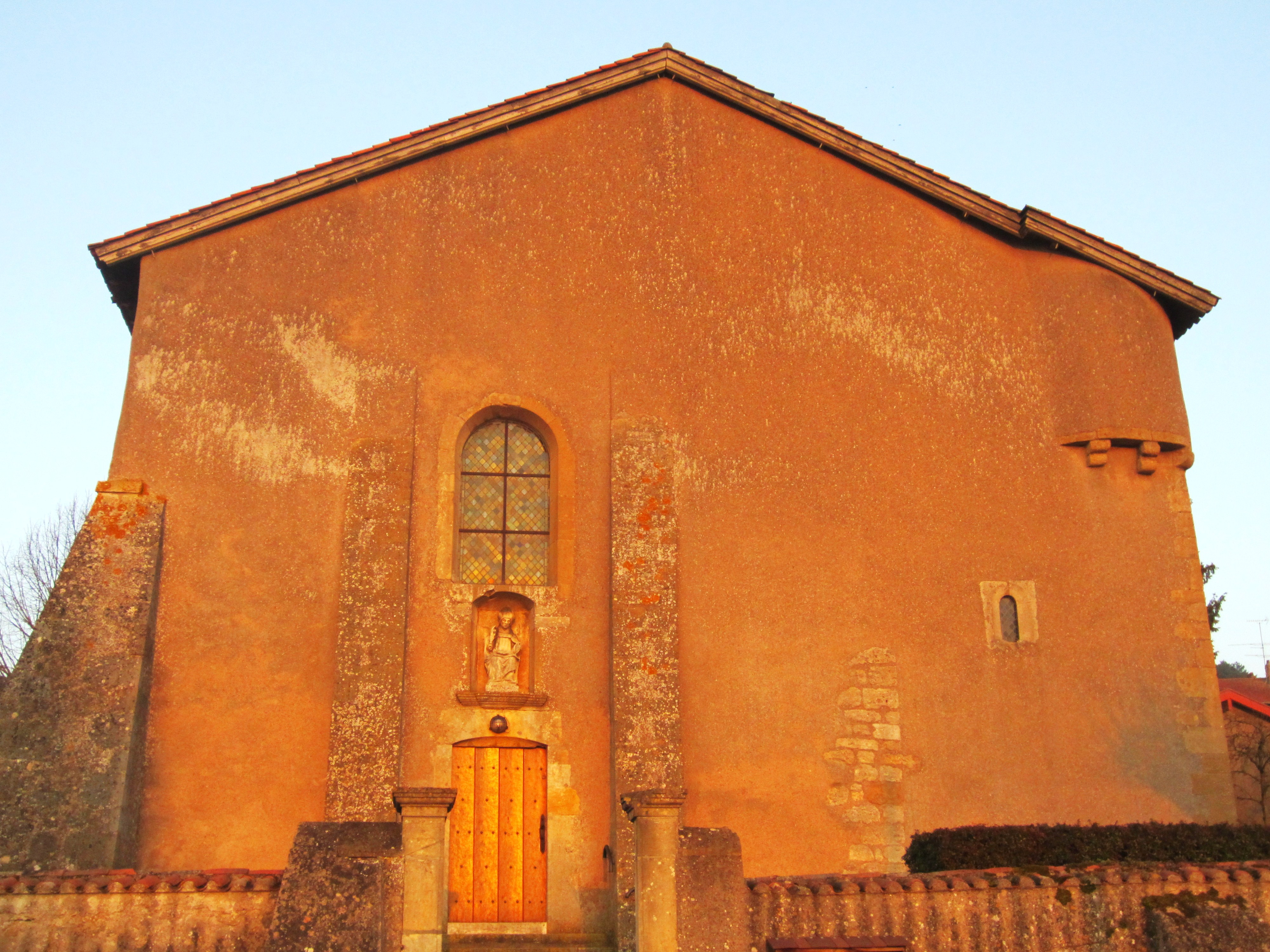
La façade.